# Vaticano
Vaticano ou Cidade do Vaticano, oficialmente Estado da Cidade do Vaticano (em italiano:  Stato della Città del Vaticano [tʃitˈta del vatiˈkaːno]; em latim: Civitas Vaticana), é a sede da Igreja Católica e uma cidade-Estado soberana sem costa marítima, cujo território consiste de um enclave murado dentro da cidade de Roma, capital da Itália, da qual historicamente fazia parte. Com aproximadamente 44 hectares (0,44 km²) e com uma população estimada de 1 000 habitantes, é a menor entidade territorial do mundo administrada por um Estado.
A Cidade do Vaticano é uma cidade-Estado que existe desde 1929. É distinta da Santa Sé, que remonta ao cristianismo primitivo sendo a principal sé episcopal de 1,5 bilhão de católicos romanos (latinos e orientais) de todo o mundo. Ordenanças da Cidade do Vaticano são publicadas em italiano; documentos oficiais da Santa Sé são emitidos principalmente em latim. As duas entidades ainda têm passaportes distintos: a Santa Sé, como não é um país, apenas trata de questões de passaportes diplomáticos e de serviço; o Estado da Cidade do Vaticano cuida dos passaportes comuns. Em ambos os casos, os passaportes emitidos são muito poucos. A Cidade do Vaticano é um Estado eclesiástico ou teocrático-monárquico, governado pelo bispo de Roma, o Papa. A maior parte dos funcionários públicos são todos os clérigos católicos de diferentes origens raciais, étnicas e nacionais. É o território soberano da Santa Sé (Sancta Sedes) e o local de residência do Papa, referido como o Palácio Apostólico.
O Tratado de Latrão, de 1929, que criou a cidade-Estado do Vaticano, descreve-a como uma nova criação (preâmbulo e no artigo III) e não como um vestígio dos muito maiores Estados Pontifícios (756–1870), que anteriormente abrangiam a região central da Itália. A maior parte desse território foi absorvida pelo Reino de Itália em 1860 e a porção final, ou seja, a cidade de Roma, com uma pequena área perto dela, dez anos depois, em 1870. Os papas residem na área, que em 1929 tornou-se a Cidade do Vaticano, desde o retorno de Avinhão em 1377. Anteriormente, residiam no Palácio de Latrão na colina Célio no lado oposto de Roma, local que Constantino deu ao Papa Milcíades em 313. A assinatura dos acordos que estabeleceram o novo Estado teve lugar neste último edifício, dando origem ao nome Tratado de Latrão, pelo qual é conhecido.
A Cidade do Vaticano abriga locais religiosos e culturais tais como a Basílica de São Pedro, a Capela Sistina, a Biblioteca Apostólica Vaticana e os Museus do Vaticano, monumentos que são lar de muitas das pinturas e esculturas mais famosas do mundo. O Estado cunha sua própria moeda, mas, como resultado da união aduaneira e monetária com a Itália, adota o euro: as moedas de metal nas suas oito denominações ostentam o brasão do Papa reinante, ou dos súbditos do Vaticano, no lado nacional, e emite os seus próprios selos, que podem ser usados para serviços postais em todo o mundo (mas apenas com envio pelos Correios do Vaticano). As séries comemorativas de moedas e selos são importantes e muito procuradas por numismatas e filatelistas. O Vaticano também publica um jornal diário, L'Osservatore Romano, fundado em 1861, e desde 1931 funciona uma estação de rádio, a Rádio Vaticano, que transmite em várias línguas.

## Etimologia
Vaticano é uma colina situada na região noroeste de Roma e não possui ligação com as sete colinas de Roma. Era o local dos oráculos muito antes da Roma pré-cristã. Vaticanus, também conhecido como Vagitanus, era um deus etrusco, que "abria a boca do recém-nascido para que ele pudesse dar o primeiro grito, o primeiro choro", e seu templo foi construído no antigo local de Vaticanum. Lá se ergueu também o Circo de Nero. Acredita-se que tenha sido também o local em que São Pedro foi martirizado e sepultado.

## História

### Origens

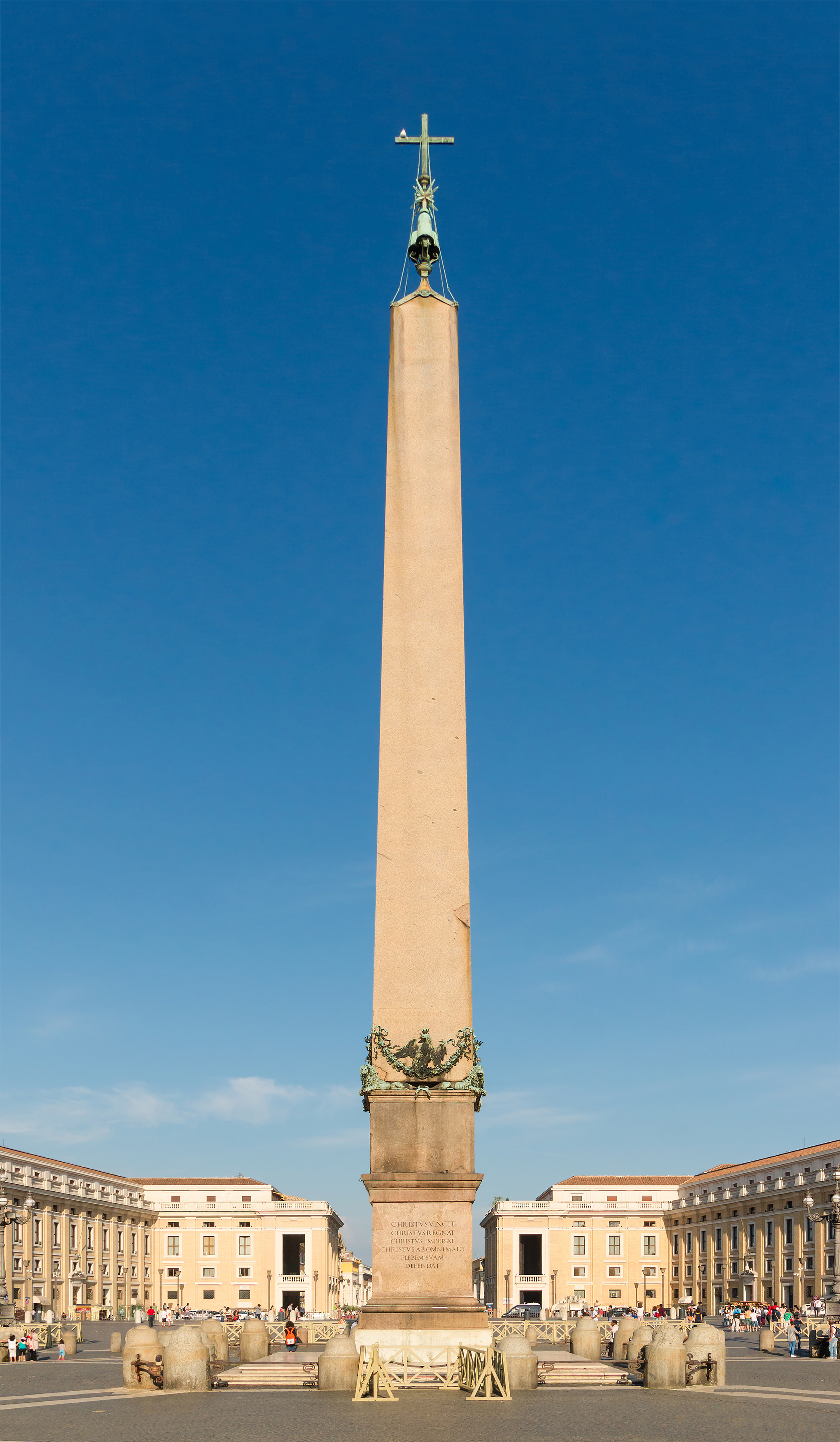
O obelisco do Vaticano foi originalmente trazido do Egito por Calígula

O nome "Vaticano" já era usado na época da República Romana para o Ager Vaticanus, uma área pantanosa na margem oeste do Tibre em frente à cidade de Roma, localizada entre o Janículo, a Colina do Vaticano e Monte Mario, descendo para o Monte Aventino e até a confluência do riacho Cremera.
Por causa de sua proximidade com sua arqui-inimiga, a cidade etrusca de Veii (outro nome para o Ager Vaticanus era Ripa Veientana ou Ripa Etrusca) e por ter sido submetida às inundações do Tibre, os romanos consideraram esta parte originalmente desabitada de Roma como insalubre e sinistra.
A qualidade particularmente baixa do vinho do Vaticano, mesmo após a recuperação da área, foi comentada pelo poeta Marcial (40 — entre 102 e 104 d.C.). Tácito escreveu que em 69, o Ano dos Quatro Imperadores, quando o exército do norte que levou Vitélio ao poder chegou a Roma, "uma grande proporção acampou nos bairros insalubres do Vaticano, o que resultou em muitas mortes entre os soldados comuns; e estando o Tibre por perto, a incapacidade dos gauleses e germânicos de suportar o calor e a consequente ganância com que bebiam da corrente enfraquecia os seus corpos, que já eram uma presa fácil para a doença".
O topônimo Ager Vaticanus é atestado até o século I: depois, apareceu outro topônimo, Vaticanus, denotando uma área muito mais restrita: a colina do Vaticano, hoje a Praça de São Pedro e possivelmente a atual Via della Conciliazione.
Sob o Império Romano, muitas vilas foram construídas lá, depois que Agripina, a Velha (14 aC-18 de outubro de 33) drenou a área e planejou seus jardins no início do século I. No ano 40, seu filho, o imperador Calígula (31 de agosto 12–24 de janeiro de 41 d.C.; r. 37–41) construiu em seus jardins um circo para cocheiros (40 d.C.) que mais tarde foi concluído por Nero, o Circo Gaii et Neronis, geralmente chamado, simplesmente, de Circo de Nero.
O Obelisco do Vaticano foi originalmente levado por Calígula de Heliópolis no Egito para decorar a espinha de seu circo e é, portanto, seu último remanescente visível. Esta área se tornou o local do martírio de muitos cristãos após o Grande Incêndio de Roma em 64. A tradição antiga afirma que foi neste circo que São Pedro foi crucificado de cabeça para baixo.
Em frente ao circo havia um cemitério separado pela Via Cornélia. Monumentos fúnebres e mausoléus e pequenos túmulos, bem como altares para deuses pagãos de todos os tipos de religiões politeístas, foram construídos até a construção da Basílica Constantiniana de São Pedro na primeira metade do século IV. Um santuário dedicado à deusa frígia Cibele e seu consorte Átis permaneceu ativo por muito tempo depois que a antiga Basílica de São Pedro foi construída nas proximidades. Restos desta antiga necrópole foram trazidos à luz esporadicamente durante reformas por vários papas ao longo dos séculos, aumentando em frequência durante a Renascença até que foi sistematicamente escavada por ordens do Papa Pio XII de 1939 a 1941.

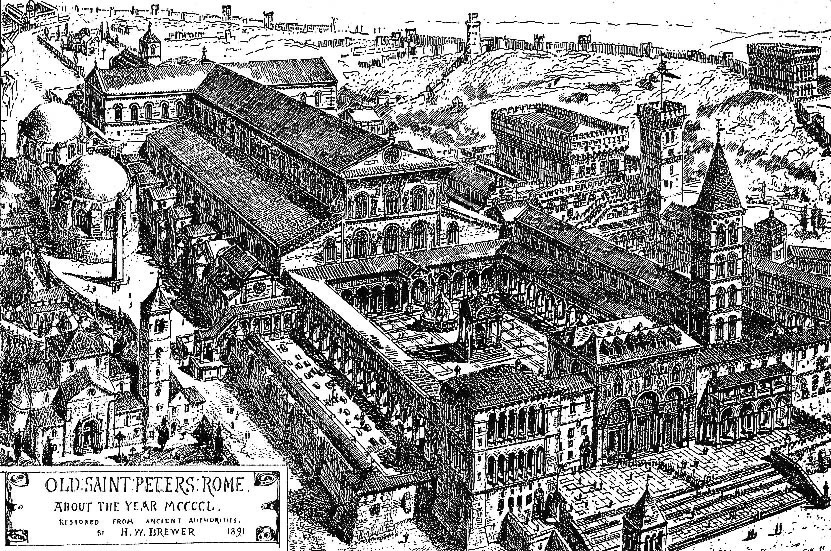
Basílica Constantiniana de São Pedro em 1450

A Basílica Constantiniana foi construída em 326 sobre o que acredita-se que seja o túmulo de São Pedro, que teria sido sepultado naquele cemitério. A partir de então, a área tornou-se mais populosa devido à atividade da basílica. Um palácio foi construído nas proximidades já no século V durante o pontificado do Papa Símaco (reinou de 498 a 514).

### Estados papais

A Europa em 1815, após as Guerras Napoleônicas, com os Estados Papais em verde

Os papas gradualmente passaram a ter um papel secular como governadores de regiões próximas a Roma. Eles governaram os Estados Pontifícios. Durante um período de quase mil anos, que teve início no império de Carlos Magno no século IX, os papas reinavam sobre a maioria dos estados temporais do centro da Península Itálica, incluindo a cidade de Roma, e partes do sul da França.
Pela maior parte deste tempo o Vaticano não foi a residência habitual dos Papas, mas o Palácio de Latrão, e nos últimos séculos, o Palácio do Quirinal, enquanto a residência entre 1309–1377 foi em Avinhão, na França. As terras tinham sido doadas em 756 por Pepino, o Breve, rei dos francos.

### Reunificação italiana e era contemporânea
Durante o processo de unificação da península, a Itália gradativamente absorveu os Estados Pontifícios. Em 1870, as tropas do rei Vítor Emanuel entram em Roma e incorporam a cidade ao novo Estado. Em 13 de março de 1871, Vítor Emanuel II ofereceu como compensação ao Papa Pio IX uma indenização e o compromisso de mantê-lo como chefe do Estado do Vaticano, um bairro de Roma onde ficava a sede da Igreja. O papa, porém, recusou-se a reconhecer a nova situação e considerou-se prisioneiro do poder laico. Além disso, proibiu os católicos italianos de votar nas eleições do novo reino.

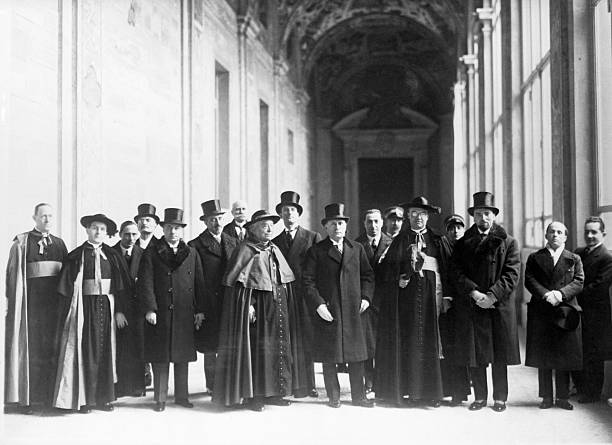
Delegações da Itália e da Santa Sé antes da assinatura do Tratado de Latrão, em 1929

A Itália não fez nenhuma tentativa de interferir com a Santa Sé dentro dos muros do Vaticano. No entanto, confiscou propriedades da igreja em muitos lugares. Em 1871, o Palácio Quirinal foi confiscado pelo Rei da Itália e tornou-se o palácio real. Depois disso, os papas residiram sem serem perturbados dentro dos muros do Vaticano, e certas prerrogativas papais foram reconhecidas pela Lei de Garantias, incluindo o direito de enviar e receber embaixadores. Mas os papas não reconheceram o direito do rei italiano de governar em Roma e se recusaram a deixar o complexo do Vaticano até que a disputa fosse resolvida em 1929; o Papa Pio IX (1846–1878), o último governante dos Estados Pontifícios, foi referido como um "prisioneiro no Vaticano". Forçados a abrir mão do poder secular, os papas se concentraram em questões espirituais.

### Tratados de Latrão
Esta situação foi resolvida em 11 de fevereiro de 1929, quando o Tratado de Latrão entre a Santa Sé e o Reino da Itália foi assinado pelo primeiro-ministro e chefe do governo Benito Mussolini em nome do rei Victor Emmanuel III e pelo Cardeal Secretário de Estado Pietro Gasparri, que representava o Papa Pio XI. O tratado, que entrou em vigor em 7 de junho de 1929, estabeleceu o estado independente da Cidade do Vaticano e reafirmou o status especial do cristianismo católico na Itália.

### Segunda Guerra Mundial

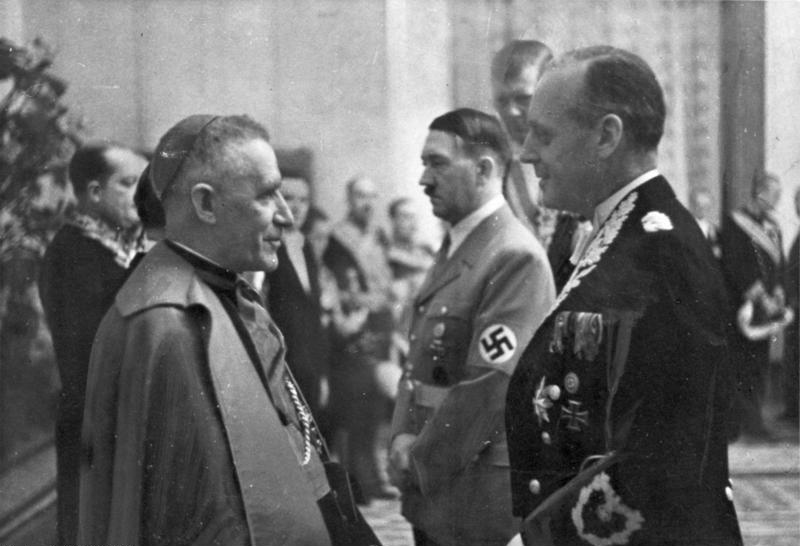
Cesare Orsenigo com Hitler e Joachim von Ribbentrop, janeiro de 1939

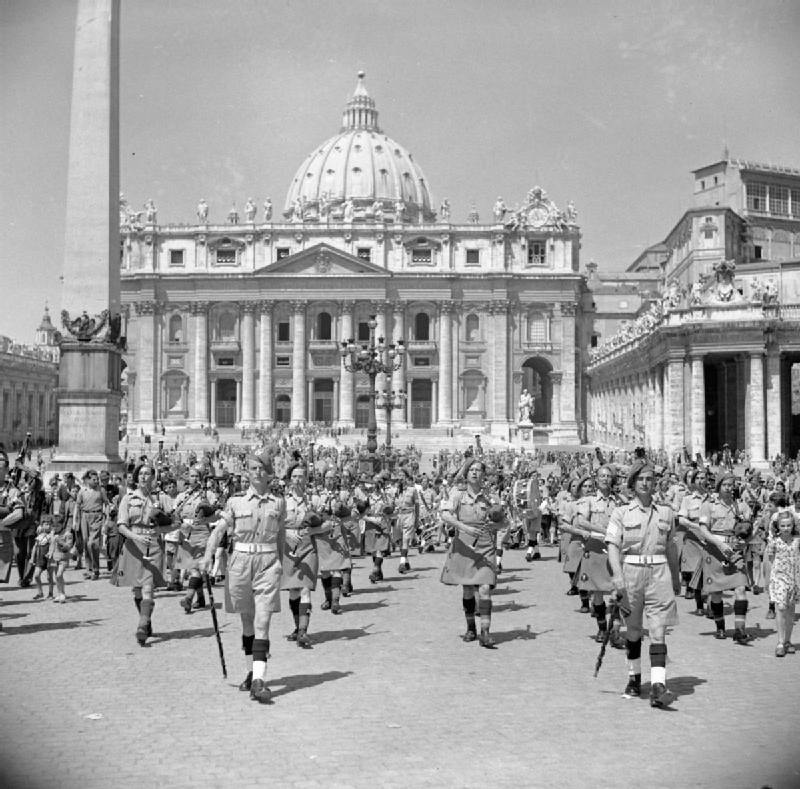
Bandas da 38ª Brigada do Exército Britânico tocando em frente à Basílica de São Pedro, junho de 1944

A Santa Sé, que governava a Cidade do Vaticano, seguiu uma política de neutralidade durante a Segunda Guerra Mundial, sob a liderança do Papa Pio XII. Embora as tropas alemãs tenham ocupado a cidade de Roma após o Armistício de Cassibile em setembro de 1943, e os Aliados a partir 1944, ambos respeitaram a Cidade do Vaticano como território neutro.
Uma das principais prioridades diplomáticas do bispo de Roma era evitar o bombardeio da cidade; tão sensível era o pontífice que ele protestou até mesmo contra o lançamento aéreo britânico de panfletos sobre Roma, alegando que os poucos desembarques dentro da cidade-Estado violavam a neutralidade do Vaticano. A política britânica, conforme expressa na ata de uma reunião do Gabinete, foi: "que não devemos molestar a Cidade do Vaticano em hipótese alguma, mas que nossa ação em relação ao resto de Roma dependeria de até que ponto o governo italiano observasse as regras de guerra".
Depois que os Estados Unidos entraram na guerra, eles se opuseram a tal bombardeio, temendo ofender membros católicos de suas forças militares, mas disseram que "eles não poderiam impedir os britânicos de bombardear Roma se os britânicos assim decidissem". Os militares estadunidenses até mesmo isentaram pilotos católicos e tripulantes de ataques aéreos a Roma e outras propriedades da Igreja, a menos que voluntariamente concordado. Notavelmente, com exceção de Roma, e provavelmente a possibilidade do Vaticano, nenhum piloto ou tripulação católica norte-americana recusou uma missão dentro da Itália controlada pelos alemães. Os britânicos disseram intransigentemente "que bombardeariam Roma sempre que as necessidades da guerra exigissem".
Em dezembro de 1942, o enviado do Reino Unido sugeriu à Santa Sé que Roma fosse declarada uma "cidade aberta", uma sugestão que a Santa Sé, que não queria que Roma fosse uma cidade aberta, levou mais a sério do que provavelmente os britânicos pretendiam. Cidade aberta é aquela que em tempos de guerra são poupadas de ataques. Mussolini, no entanto, rejeitou a sugestão quando a Santa Sé a apresentou. Em conexão com a invasão aliada da Sicília, 500 aviões dos Estados Unidos bombardearam Roma em 19 de julho de 1943, visando principalmente o centro ferroviário. Cerca de 1 500 pessoas foram mortas; o próprio Pio XII, que no mês anterior havia sido descrito como "doente de preocupação" com o possível bombardeio, viu as consequências. Outro ataque ocorreu em 13 de agosto de 1943, depois que Mussolini foi deposto do poder. No dia seguinte, o novo governo declarou Roma uma cidade aberta, após consultar a Santa Sé sobre o texto da declaração, mas o Reino Unido decidiu que nunca reconheceria Roma como uma cidade aberta.

### Pós-guerra

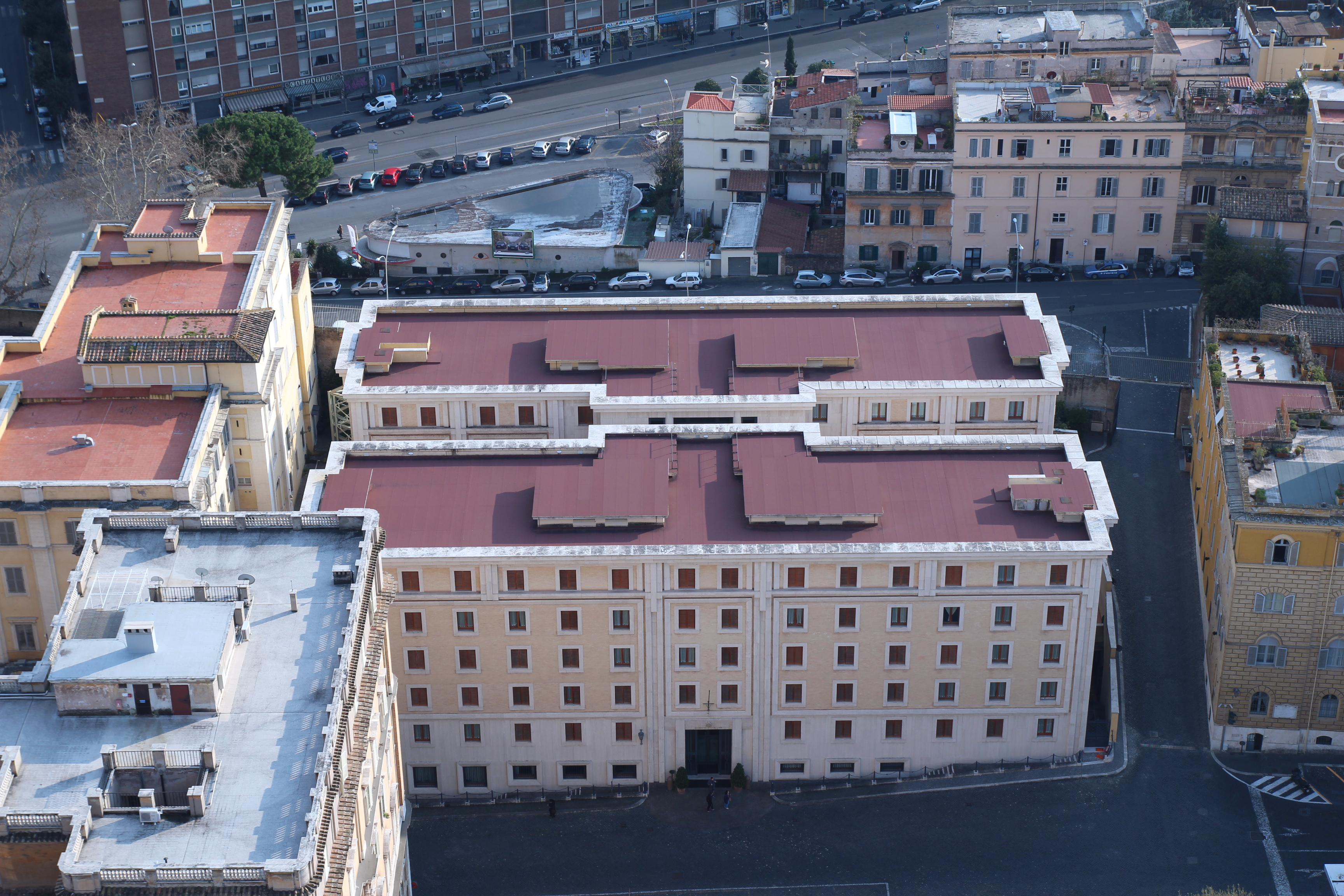
Domus Sanctae Marthae, construído em 1996

Pio XII se absteve de criar cardeais durante a guerra. No final da Segunda Guerra Mundial, havia várias vagas de destaque: Cardeal Secretário de Estado, Camerlengo, Chanceler e Prefeito da Congregação para os Religiosos entre eles. Pio XII criou 32 cardeais no início de 1946, tendo anunciado suas intenções de fazê-lo em sua mensagem de Natal anterior.
O Pontifício Corpo Militar, exceto a Guarda Suíça, foi dissolvido por vontade do Papa Paulo VI, conforme expresso em carta de 14 de setembro de 1970. O Corpo da Gendarmaria foi transformado em polícia civil e força de segurança.
Em 1984, uma nova concordata entre a Santa Sé e a Itália modificou certas disposições do tratado anterior, incluindo a posição do cristianismo católico como religião oficial italiana, uma posição que lhe foi conferida por um estatuto do Reino da Sardenha de 1848.
A construção em 1995 de uma nova casa de hóspedes, Domus Sanctae Marthae, adjacente à Basílica de São Pedro foi criticada por grupos ambientalistas italianos, apoiados por políticos italianos. Eles alegaram que o novo edifício bloquearia as vistas da Basílica de apartamentos italianos próximos. Por um breve período, os planos prejudicaram as relações entre o Vaticano e o governo italiano. O chefe do Departamento de Serviços Técnicos do Vaticano rejeitou vigorosamente os desafios ao direito do Estado do Vaticano de construir dentro de suas fronteiras.

## Geografia

Mapa da cidade do Vaticano

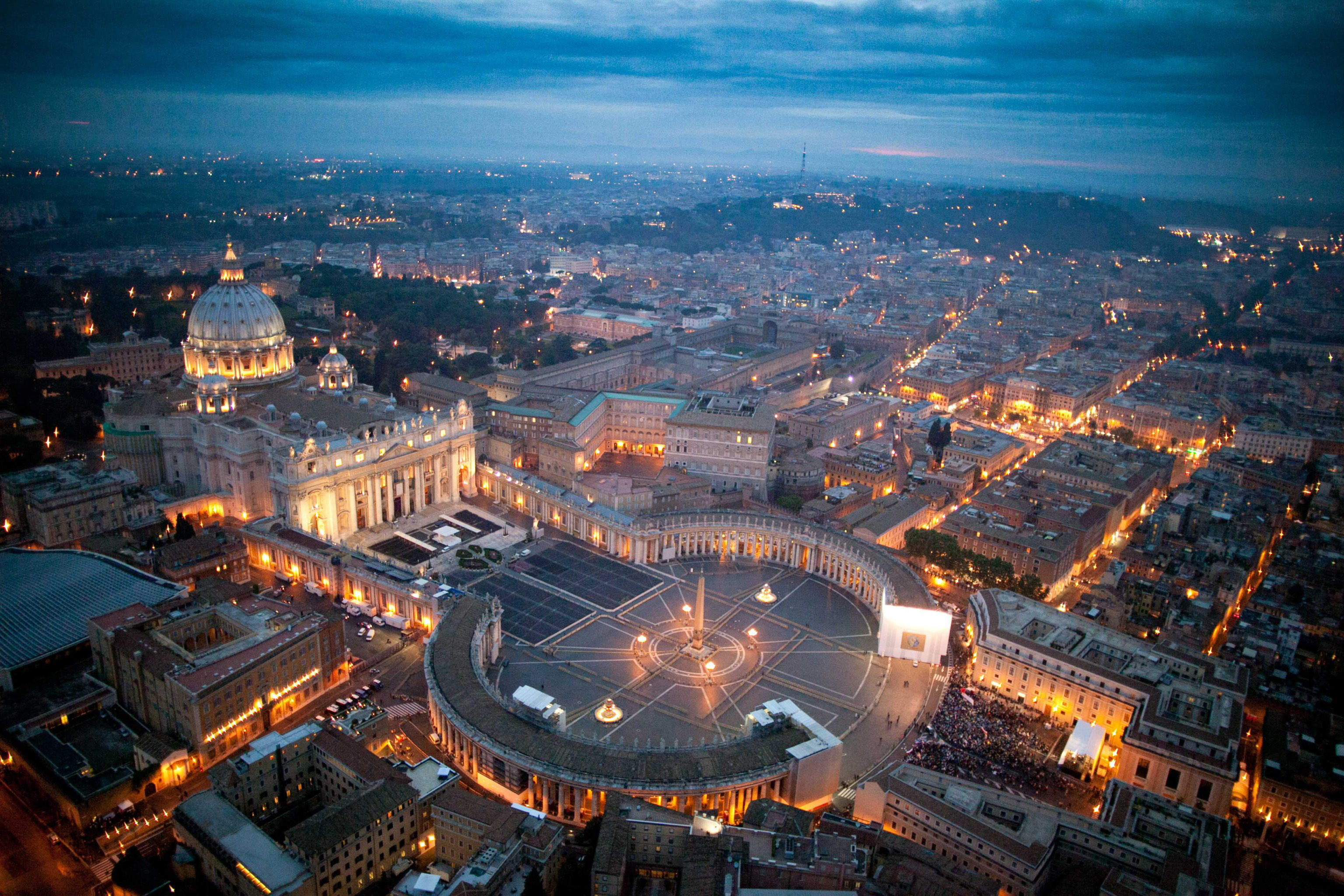
Fotografia aérea da Praça de São Pedro e da Basílica de São Pedro à noite

### Território
O Vaticano é o menor Estado soberano do mundo, tendo uma área de 440 000 m², situado a oeste das sete colinas de Roma (Capitolino, Quirinal, Viminal, Esquilino, Célio, Aventino e Palatino), sendo o menor estado do mundo com reconhecimento internacional (vide colina do Vaticano). Está situado no meio da capital italiana, Roma. Por isso, não possui área costeira e é um enclave, sendo um Estado independente e soberano. Partilha 3,2 km de fronteira com a Itália, mais concretamente com Roma. A defesa do país é da responsabilidade da Itália, enquanto que a segurança do Papa fica a cargo da Guarda Suíça.
É fundamentalmente urbano e nenhuma das terras está reservada para agricultura ou outro tipo de exploração de recursos naturais. A cidade-estado exibe um impressionante grau de economia, nascida da necessidade extremamente limitada, devido ao seu território. Assim, o desenvolvimento urbano é otimizado para ocupar menos de 50% da área total, ao passo que o resto é reservado para espaço aberto, incluindo os Jardins do Vaticano.
O território possui muitas estruturas que ajudam a fornecer autonomia ao Estado soberano, estes incluem: linhas ferroviárias, heliporto, correios, estação de rádio, quartéis militares, palácios e gabinetes governamentais, instituições de ensino superior, cultural e de arte, e algumas embaixadas.

### Jardins
No território da Cidade do Vaticano estão os Jardins do Vaticano (em italiano:  Giardini Vaticani), que representam cerca de metade desse território. Os jardins, implantados durante o Renascimento e o Barroco, são decorados com fontes e esculturas. Os jardins cobrem aproximadamente 23 hectares. O ponto mais alto fica a 60 m acima do nível do mar. Paredes de pedra delimitam a área no norte, sul e oeste.
Os jardins datam da época medieval, quando pomares e vinhedos se estendiam ao norte do Palácio Apostólico. Em 1279, o Papa Nicolau III (Giovanni Gaetano Orsini, 1277–1280) mudou sua residência do Palácio de Latrão de volta para o Vaticano e fechou esta área com paredes. Ele plantou um pomar (pomerium), um gramado (pratellum) e um jardim (viridarium).

### Clima

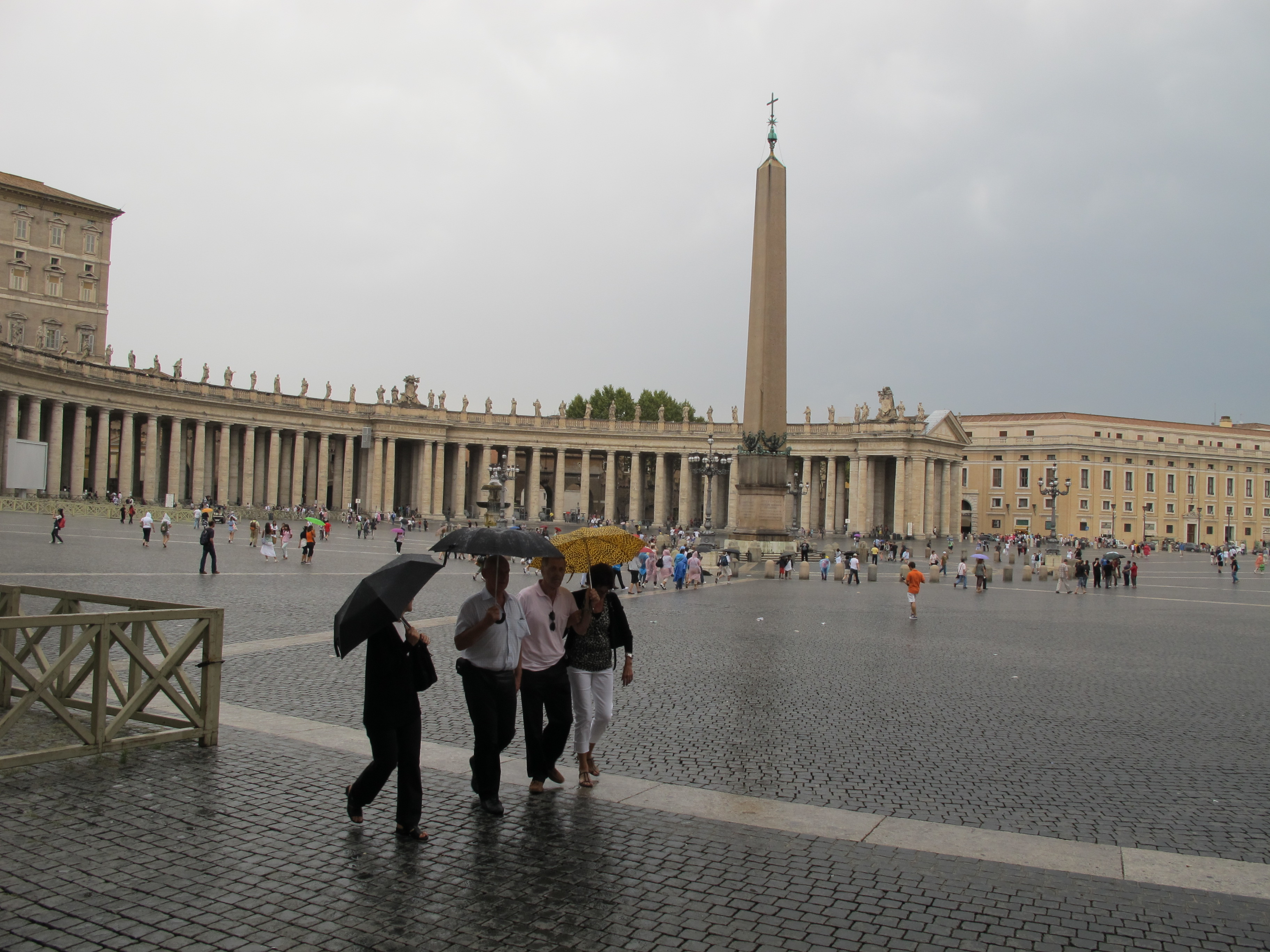
Praça São Pedro em um dia de chuva.

De acordo com a classificação climática de Köppen-Geiger, a região romana, na qual está localizado o Vaticano, pertence à faixa Csa, com clima temperado de latitudes médias e verão quente. As estações chuvosas são a primavera e o outono, principalmente nos meses de novembro e abril. O verão é quente, úmido e potencialmente seco, enquanto o inverno é geralmente suave e chuvoso, mas com grandes índices de frio e, por vezes, de neve. A precipitação média anual, gira em torno de 750 mm e em média distribuída em 79 dias, apresentando uma quantia mínima no verão e um índice elevado no outono.
Em julho de 2007, o Vaticano tornou-se o único Estado neutro em relação ao carbono por ano, devido à doação da Floresta Clima na Hungria ao Vaticano. A floresta possui tamanho suficiente para compensar as emissões de dióxido de carbono do Estado. Em 2009, o Vaticano lançou um serviço de meteorologia, que funciona como uma ferramenta de medição disponível na web. O sistema é baseado numa estação meteorológica Davis Vantage Pro 2, localizado no alto do Palácio do Governatorato do Vaticano desde o início de março de 2009.
| Dados climatológicos para Vaticano              | Dados climatológicos para Vaticano | Dados climatológicos para Vaticano | Dados climatológicos para Vaticano | Dados climatológicos para Vaticano | Dados climatológicos para Vaticano | Dados climatológicos para Vaticano | Dados climatológicos para Vaticano | Dados climatológicos para Vaticano | Dados climatológicos para Vaticano | Dados climatológicos para Vaticano | Dados climatológicos para Vaticano | Dados climatológicos para Vaticano | Dados climatológicos para Vaticano |
| Mês                                             | Jan                                | Fev                                | Mar                                | Abr                                | Mai                                | Jun                                | Jul                                | Ago                                | Set                                | Out                                | Nov                                | Dez                                | Ano                                |
| ----------------------------------------------- | ---------------------------------- | ---------------------------------- | ---------------------------------- | ---------------------------------- | ---------------------------------- | ---------------------------------- | ---------------------------------- | ---------------------------------- | ---------------------------------- | ---------------------------------- | ---------------------------------- | ---------------------------------- | ---------------------------------- |
| Temperatura máxima média (°C)                   | 11,9                               | 13,0                               | 15,2                               | 17,7                               | 22,8                               | 26,9                               | 30,3                               | 30,6                               | 26,5                               | 21,4                               | 15,9                               | 12,6                               | 20,4                               |
| Temperatura mínima média (°C)                   | 3,1                                | 3,5                                | 5,2                                | 7,5                                | 11,6                               | 15,3                               | 18,0                               | 18,3                               | 15,2                               | 11,3                               | 6,9                                | 4,2                                | 10,0                               |
| Precipitação (mm)                               | 67                                 | 73                                 | 58                                 | 81                                 | 53                                 | 34                                 | 19                                 | 37                                 | 73                                 | 113                                | 115                                | 81                                 | 804                                |
| Dias com precipitação (≥ 1 mm)                  | 7                                  | 7,6                                | 7,6                                | 9,2                                | 6,2                                | 4,3                                | 2,1                                | 3,3                                | 6,2                                | 8,2                                | 9,7                                | 8                                  | 79,4                               |
| Insolação (h)                                   | 120,9                              | 132,8                              | 167,4                              | 201,0                              | 263,5                              | 285,0                              | 331,7                              | 297,6                              | 237,0                              | 195,3                              | 129,0                              | 111,6                              | 2 472,8                            |
| Fonte: Estação de meteorologia de Roma-Ciampino |                                    |                                    |                                    |                                    |                                    |                                    |                                    |                                    |                                    |                                    |                                    |                                    |                                    |
| Fonte 2: Dados de horas de sol                  |                                    |                                    |                                    |                                    |                                    |                                    |                                    |                                    |                                    |                                    |                                    |                                    |                                    |

## Demografia
| Estatística populacional da Cidade do Vaticano                      |                                               |
| Papa e Cardeais                                                     | 74                                            |
| Corpo diplomático da Santa Sé                                       | 306                                           |
| Eclesiásticos e Religiosos (as)                                     | 50 (Cidadãos) e 197 (Residentes não cidadãos) |
| Leigos (as)                                                         | 56 (Cidadãos) e 24 (Residentes não cidadãos)  |
| Guarda Suíça Pontifícia                                             | 86                                            |
| Fonte: Governo do Estado da Cidade do Vaticano - Dados estatísticos |                                               |

A estimativa populacional do Vaticano é de cerca de 800 pessoas, das quais aproximadamente 450 possuem a cidadania do Vaticano, enquanto as demais são autorizadas a residir temporariamente ou mesmo permanentemente, mas sem o direito de cidadania.
Em 31 de dezembro de 2011, o número de moradores nos imóveis extraterritoriais e propriedade isentas de impostos e de expropriação foi de 3 500.

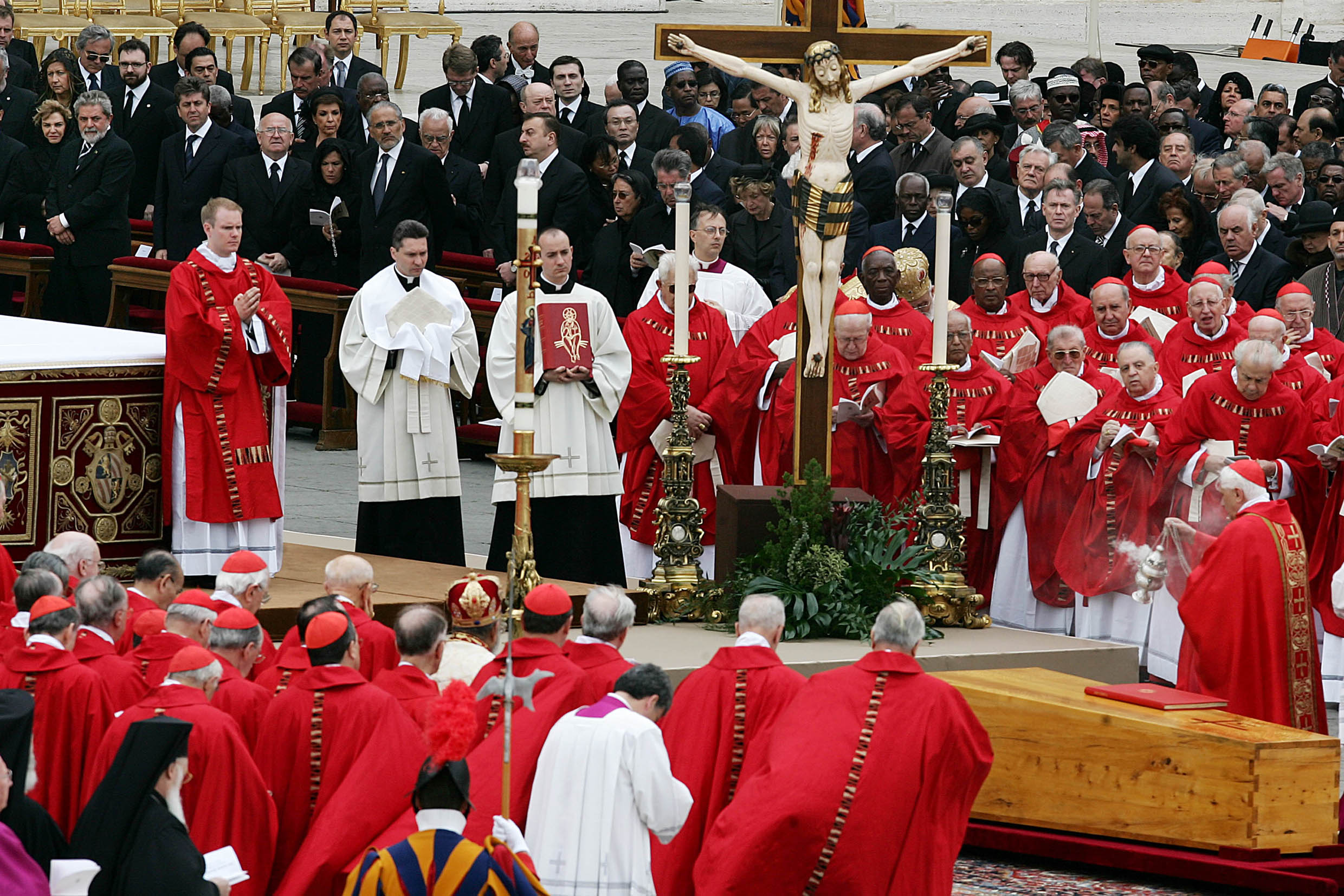
Cardeais durante o funeral de João Paulo II

A população em geral é composta por pessoas de diferentes nacionalidades, em sua maioria italianos, e por aqueles que tem residência permanente por razões de encargos, dignidade, emprego ou ofício, desde que tal residência seja prevista por lei e autorizadas pelas autoridades competentes.

### Cidadania
A cidadania do Vaticano nunca é original, mas baseia-se exclusivamente no critério de residência permanente na Cidade do Vaticano, como é evidenciado no artigo 9.º do Tratado de Latrão. A Lei Vaticana n. III de 7 de junho de 1929 afirma que a pessoa se torna cidadã devido a sua residência permanente no Vaticano.
Em 22 de fevereiro de 2011, o papa Bento XVI promulgou a nova "Lei sobre a cidadania, residência e acesso" para a Cidade do Vaticano, que entrou em vigor em 1 de março do mesmo ano. A nova lei substituiu a "Lei sobre cidadania e residência" de 1929. A nova lei criou o status de residentes oficiais do Vaticano, legalizando as pessoas que vivem na Cidade do Vaticano mas que não possuem cidadania.

## Política
O Papa, chefe de Estado eleito em um colégio de cardeais denominado conclave para um cargo vitalício, detém no Estado do Vaticano os poderes legislativo, executivo e judiciário, desde a criação do Vaticano pelo Tratado de Latrão, em 1929 com a Itália sob o regime fascista de Benito Mussolini.
Tecnicamente é uma monarquia eletiva, não hereditária (isto seria impossível, já que o Papa é celibatário). Pode-se considerar o Vaticano como uma autocracia, porque todos os poderes (executivo, legislativo e judiciário) estão concentrados na figura do Papa, que não possui qualquer órgão que fiscalize seus atos como governante, e, por ser considerado sucessor de São Pedro, não deve prestação de contas a ninguém, considerando-o um emissário de Deus na Terra. O termo cidade do Vaticano é referente ao Estado, enquanto Santa Sé é referente ao governo da Igreja Católica efetuado pelo Papa e pela Cúria Romana.

### Administração
A Cúria Romana é efetivamente o governo do Estado e a gestão administrativa, pelo que o seu chefe, o Secretário de Estado, tem as incumbências equivalentes às de um primeiro-ministro. Outros cargos políticos encontram-se sob designações diversas nos diversos órgãos da Cúria Romana.

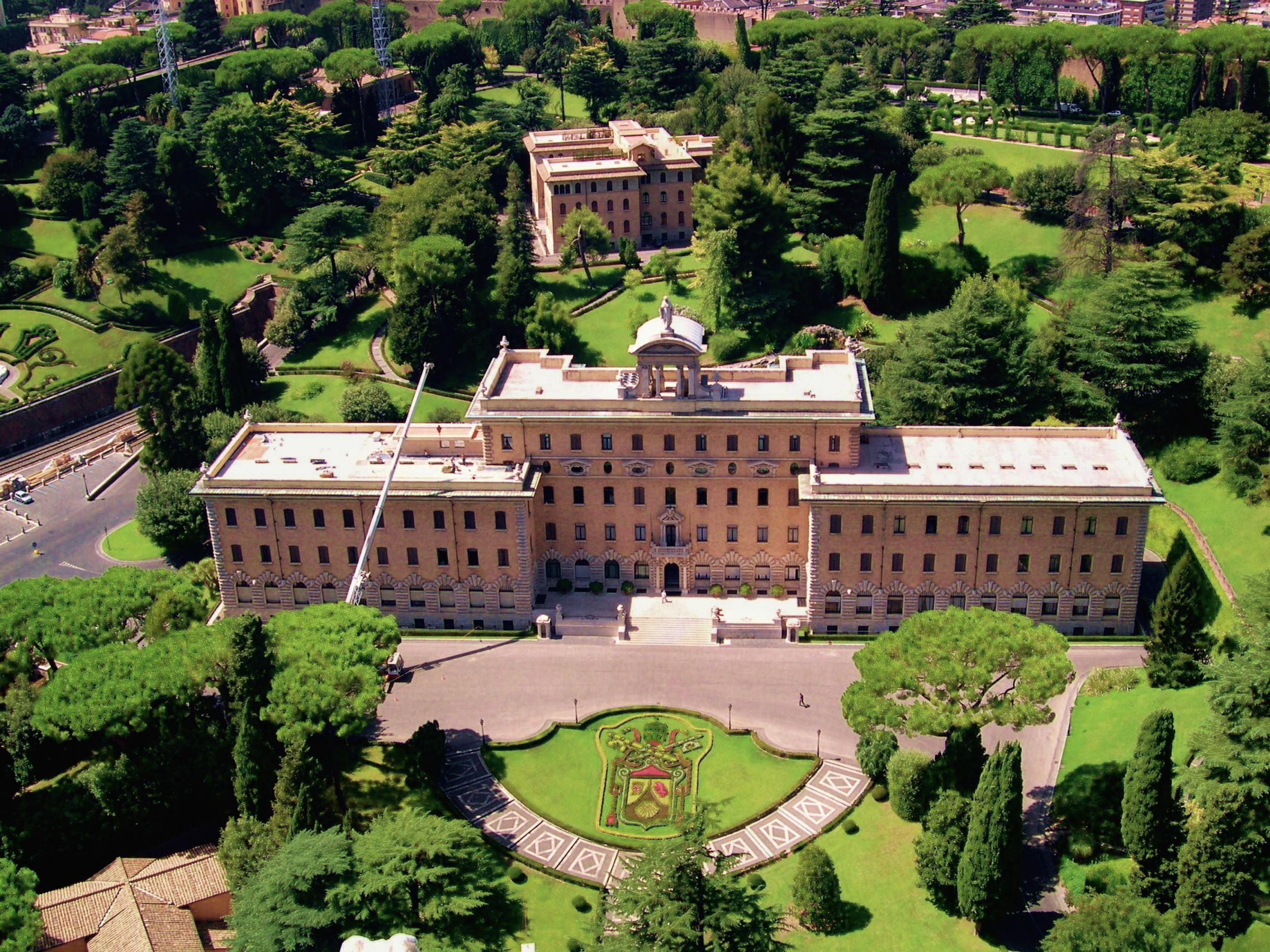
Palácio do Governo do Vaticano

Formalmente constituído em 1929 com a configuração actual, o Estado do Vaticano administra as propriedades situadas em Roma e arredores que pertencem à Santa Sé. O Estado do Vaticano, com o estatuto de observador nas Nações Unidas, é reconhecido internacionalmente e foi admitido membro de pleno direito das Nações Unidas, em julho de 2004, mas abdicou voluntariamente do direito de voto.
O Estado tem os seus próprios embaixadores ou representantes, um jornal oficial (Acta Apostolicae Sedis), uma estação de rádio, e uma força militar denominada Guarda Suíça, e uma força policial militar, denominada Corpo da Gendarmaria do Estado da Cidade do Vaticano. Emite autonomamente moeda (desde 2002, o euro), selos e passaportes.
A Santa Sé estabelece com muitos Estados tratados internacionais (concordatas), para assegurar direitos dos católicos ou da Igreja Católica naqueles Estados. Muitos foram assinados quanto os Estados se laicizaram, como forma de garantir direitos para a Igreja e permitir sua existência em tais países.

### Forças de segurança

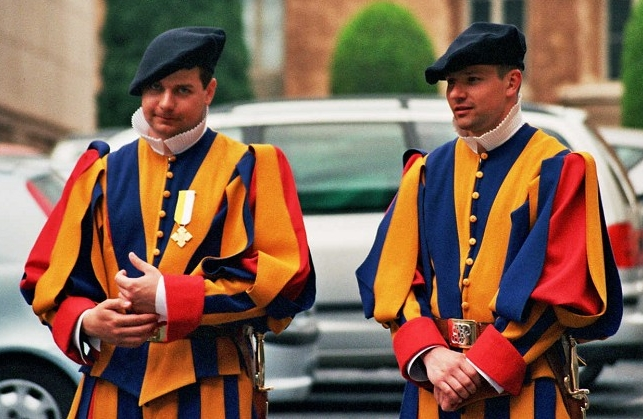
Soldados da Guarda Suíça

Como a Cidade do Vaticano é um enclave dentro da Itália, sua defesa militar é fornecida pelas Forças Armadas Italianas. No entanto, não existe um tratado formal de defesa com a Itália, pois a Cidade do Vaticano é um Estado neutro. A Cidade do Vaticano não possui forças armadas próprias, embora a Guarda Suíça seja um corpo militar da Santa Sé responsável pela segurança pessoal do Papa e dos residentes no Estado. Os soldados da Guarda Suíça têm direito a possuir passaportes e nacionalidade do Estado da Cidade do Vaticano. Mercenários suíços foram historicamente recrutados por papas como parte de um exército para os Estados papais e a Pontifícia Guarda Suíça foi fundada pelo Papa Júlio II em 22 de janeiro de 1506 como guarda-costas pessoal do papa e continua a cumprir essa função. Ele está listado no Annuario Pontificio como "Santa Sé", não como "Estado da Cidade do Vaticano". No final de 2005, a Guarda contava com 134 membros. O recrutamento é organizado por um acordo especial entre a Santa Sé e a Suíça. Todos os recrutas devem ser católicos, solteiros do sexo masculino, com cidadania suíça, que tenham concluído seu treinamento básico nas Forças Armadas da Suíça com certificados de boa conduta, ter entre 19 e 30 anos de idade e ter pelo menos 174 cm de altura. Os membros são equipados com armas pequenas e a alabarda tradicional (também chamada de voulge suíça) e treinados em táticas de guarda-costas. A Guarda Palatina e a Guarda Nobre, as últimas Forças Armadas do Vaticano, foram dissolvidas pelo Papa Paulo VI em 1970. Como a Cidade do Vaticano listou todos os edifícios em seu território no Registro Internacional de Bens Culturais sob Proteção Especial da Convenção para a Proteção dos Bens Culturais em Caso de Conflito Armado, teoricamente, os torna imunes a ataques armados.

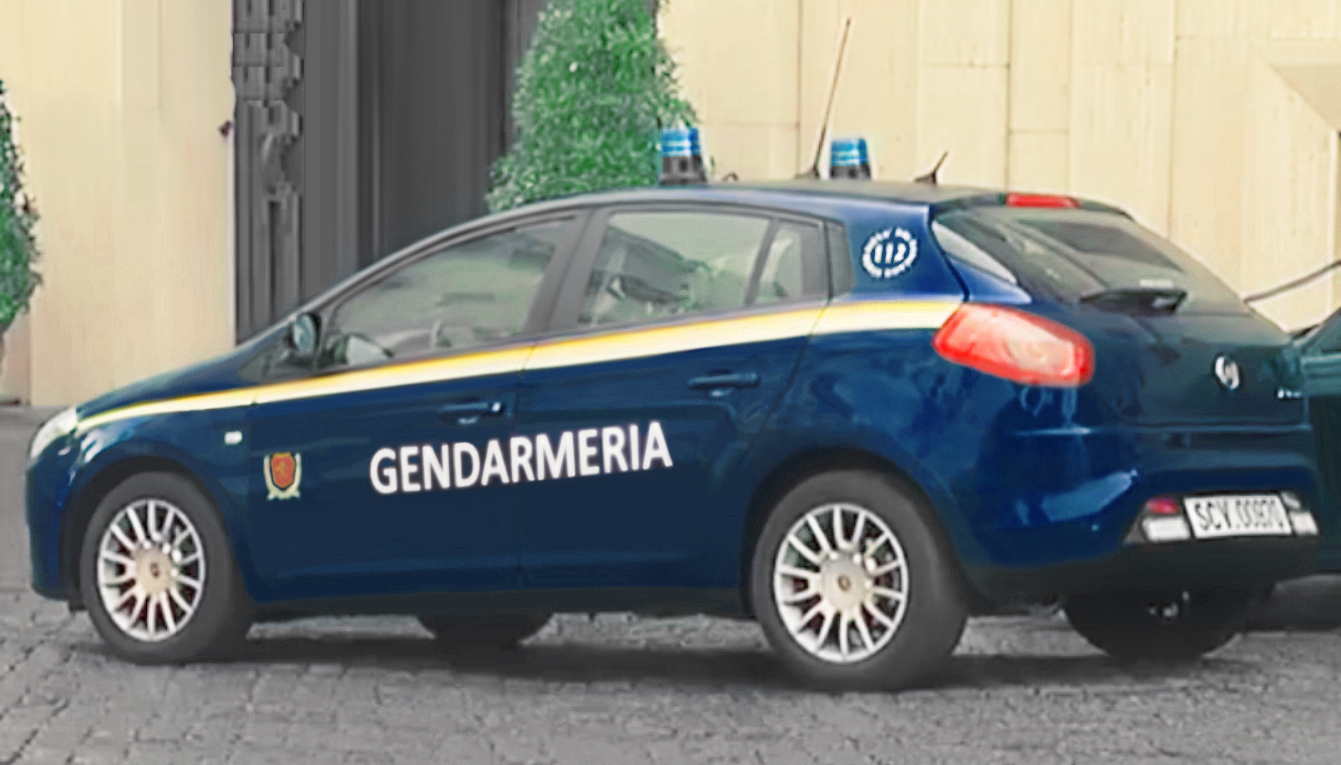
Viatura da Gendarmaria

A defesa civil está a cargo do Corpo de Bombeiros do Estado da Cidade do Vaticano, o corpo de bombeiros nacional. Datando suas origens no início do século XIX, o Corpo em sua forma atual foi estabelecido em 1941. É responsável pelo combate a incêndios, bem como por uma série de cenários de defesa civil, incluindo inundações, desastres naturais e gerenciamento de vítimas em massa. O Corpo é supervisionado pelo governo por meio da Direção de Serviços de Segurança e Defesa Civil, que também é responsável pela Gendarmaria (ver abaixo).
O Corpo de Gendarmeria (Corpo della Gendarmeria) é a gendarmeria, ou força policial e de segurança, da Cidade do Vaticano e propriedades extraterritoriais da Santa Sé. O corpo é responsável pela segurança, ordem pública, controle de fronteira, controle de tráfego, investigação criminal e outras funções policiais gerais na Cidade do Vaticano, incluindo fornecer segurança para o Papa fora da Cidade do Vaticano. O corpo tem 130 funcionários e faz parte da Direcção de Serviços de Segurança e Defesa Civil (que inclui também o Corpo de Bombeiros do Vaticano), um órgão do Governatorato da Cidade do Vaticano.

## Economia

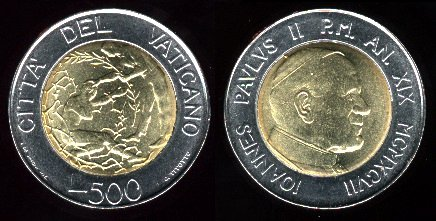
A lira vaticana foi a moeda oficial do Vaticano entre entre 1929 e 2002

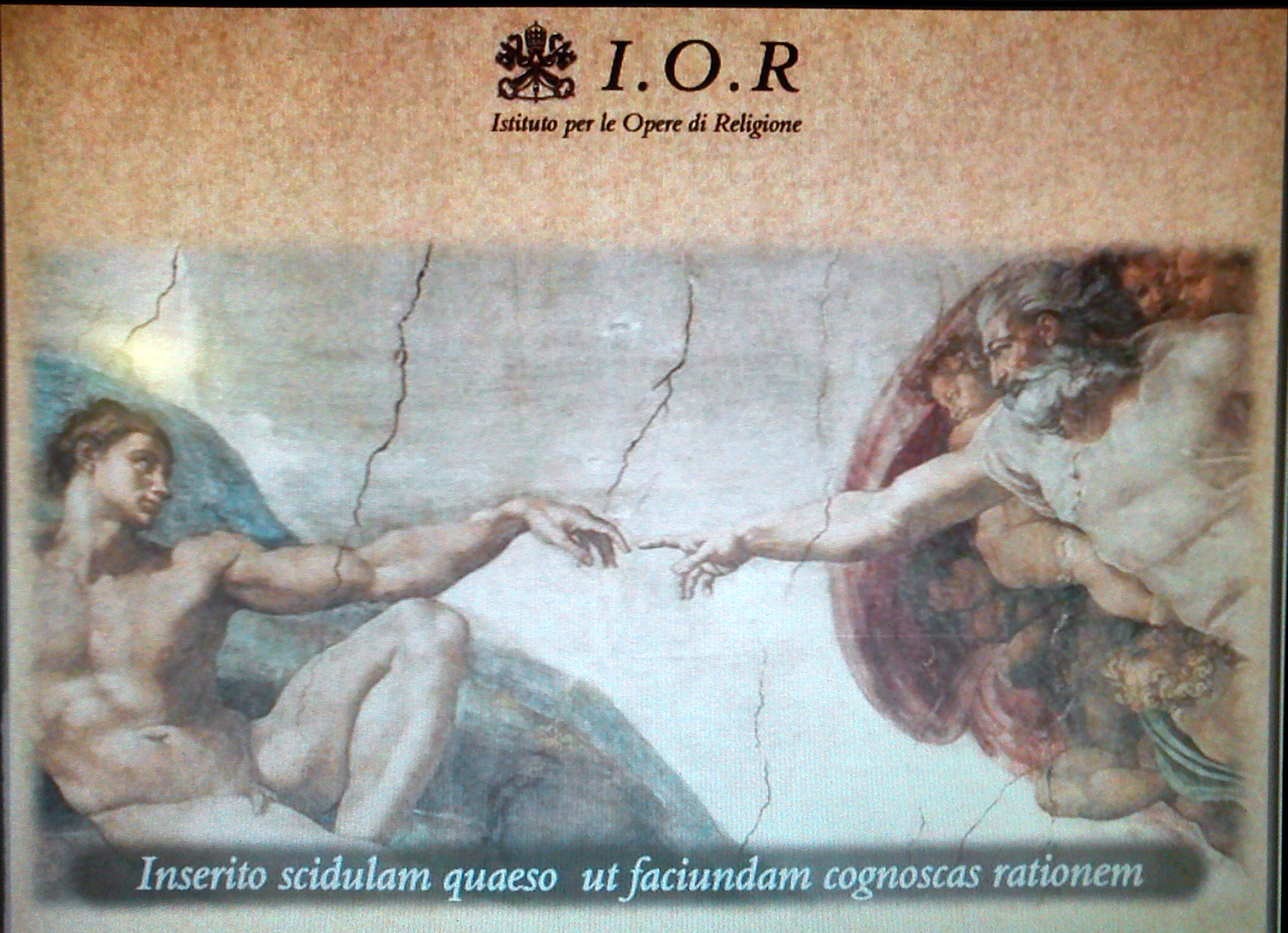
Caixa eletrônico com a marca do Banco do Vaticano

O orçamento do Estado do Vaticano inclui os rendimentos dos Museus Vaticanos e dos correios e é apoiado financeiramente pela venda de selos, moedas, medalhas e lembranças turísticas; por taxas de admissão aos museus; e por publicações vendidas. Os rendimentos e padrões de vida dos trabalhadores são comparáveis aos dos colegas que trabalham na cidade de Roma. Outras indústrias incluem a impressão, a produção de mosaicos e a fabricação de uniformes dos funcionários. As finanças do Vaticano não se confundem contudo com o tesouro católico, que abriga a totalidade de negócios e investimentos da Igreja ao redor do mundo que movimentam US$ 170 bilhões anuais apenas na América do Norte. Entre os diversos negócios estão 209 mil escolas, hotéis, mais de 5 mil hospitais, além de 330,6 mil hectares em fazendas. Também existe investimento católico em universidades, TV, satélite e rádio e até no setor financeiro com o Banco do Vaticano.
O Instituto para as Obras de Religião, também conhecido como o Banco do Vaticano e pela sigla IOR (Istituto per le Opere di Religione), é um banco situado no Vaticano que realiza atividades financeiras em todo o mundo. Tem um caixa eletrônico com instruções em latim, o único equipamento deste tipo no mundo.
O país mantém um canal de donativos conhecido como Óbolo de São Pedro, no qual o doador remete os fundos diretamente ao Vaticano. Outra forma de captação de recursos é com o turismo no complexo dos "Museus Vaticanos". Não há outro lugar no mundo com tanto valor artístico e intelectual concentrado como no Arquivo Secreto do Vaticano, na Biblioteca Apostólica Vaticana, e nos acervos de arte (pintura, escultura e arte sacra) das igrejas romanas.
Através de um acordo com a Itália, representando a União Europeia, a unidade monetária do Vaticano é o Euro. O Estado tem a sua própria concepção de moedas e notas de euros, que têm aceitação na Itália e em outros países da Zona Euro. O Vaticano não tem uma casa de emissão própria, de forma que tenha acordado com a Itália para efectuar a cunhagem, que não pode ser superior a 1 milhão de euros anuais.

## Infraestrutura

### Transportes

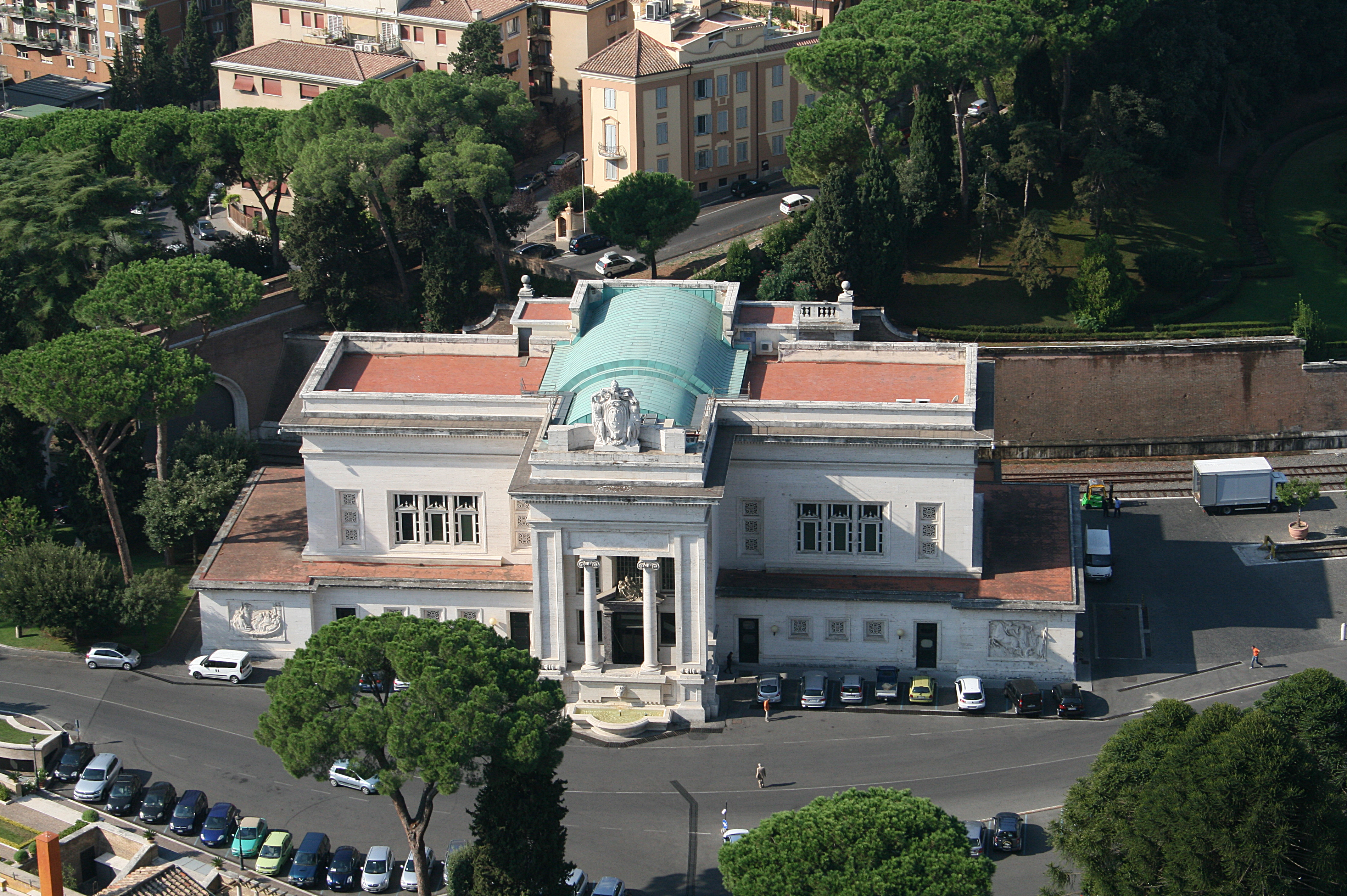
Estação ferroviária do Vaticano

A Cidade do Vaticano possui uma rede de transportes razoavelmente bem desenvolvida considerando seu tamanho. Como país com 1,05 km de comprimento e 0,85 km de largura, que tem um sistema de transporte de pequenas dimensões, sem aeroportos ou estradas. Existe um heliporto e uma ferrovia de bitola padrão conectando-se à rede da Itália e à estação de São Pedro de Roma por uma ferrovia de 852 m, onde apenas 300 m estão dentro do território do Vaticano. O Papa João XXIII foi o primeiro Papa a fazer uso desta estrada de ferro e o Papa João Paulo II a usou também, embora muito raramente. O transporte ferroviário no Vaticano é utilizado principalmente para transporte de mercadorias.
Como a Cidade do Vaticano não tem aeroporto (é um dos poucos estados independentes no mundo sem tal infraestrutura), é servida pelos aeroportos que servem Roma, a saber: Aeroporto Internacional de Roma e, em menor medida, o Aeroporto de Roma Ciampino, que serve como porta de entrada e partida para visitas internacionais do Papa.

### Comunicações

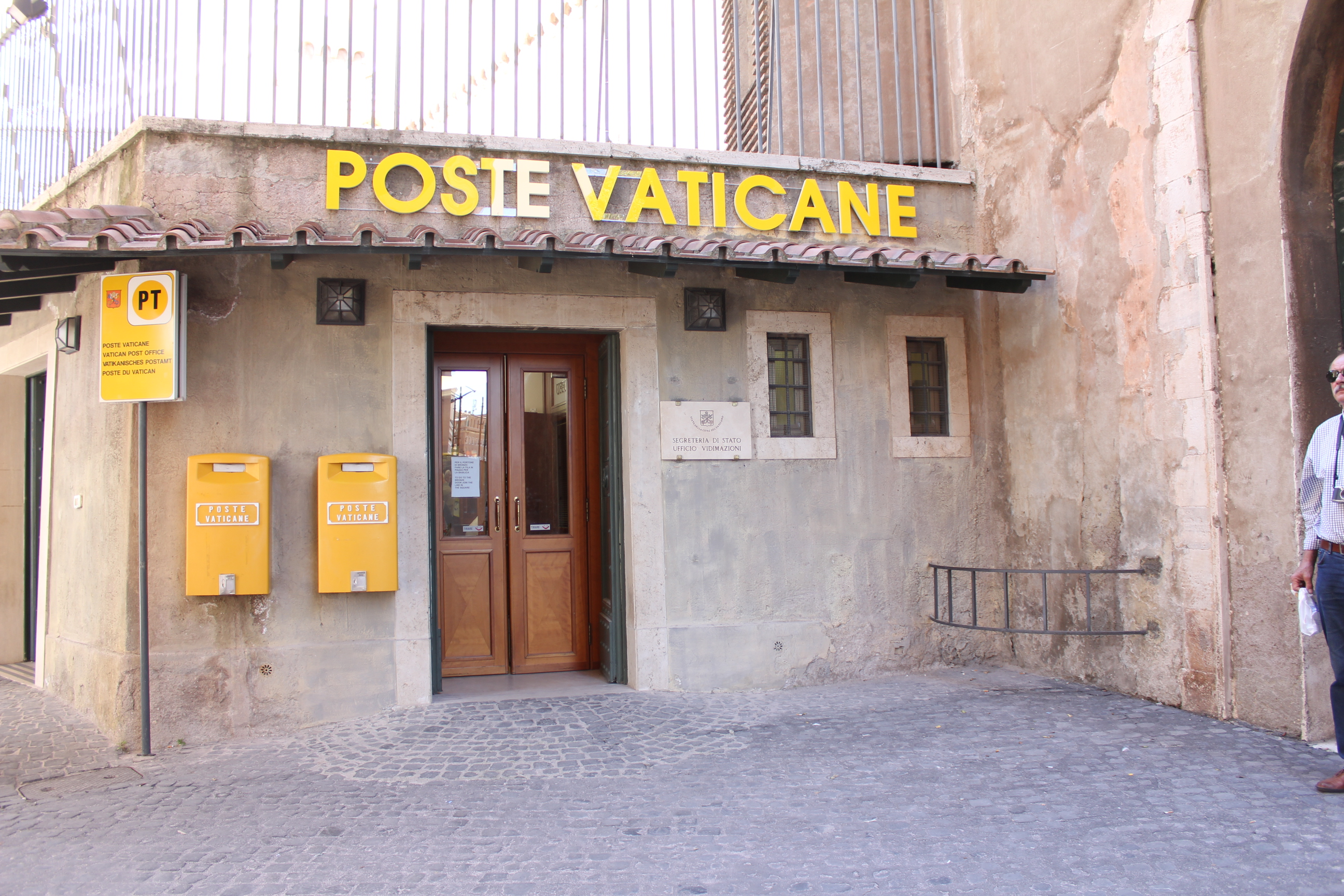
Sede do Serviço Postal do Vaticano

A cidade é servida por um sistema de telefone moderno e independente, pela Farmácia do Vaticano e pelos correios. O sistema postal foi fundado em 11 de fevereiro de 1929, e dois dias mais tarde tornou-se operacional. Em 1 de agosto, o estado começou a liberar seus próprios selos postais, sob a autoridade do Gabinete Filatélico e Numismático da Cidade do Vaticano.
O serviço postal da cidade é, por vezes, reconhecido como "o melhor do mundo", e as cartas chegam ao seu destino antes do serviço postal de Roma.
O Vaticano também controla seu próprio domínio de Internet, que está registrado como (.va). O serviço de banda larga é amplamente fornecido na Cidade do Vaticano. À Cidade do Vaticano foi também atribuído um prefixo de rádio, HV, e às vezes é usada por operadores de rádio amador.

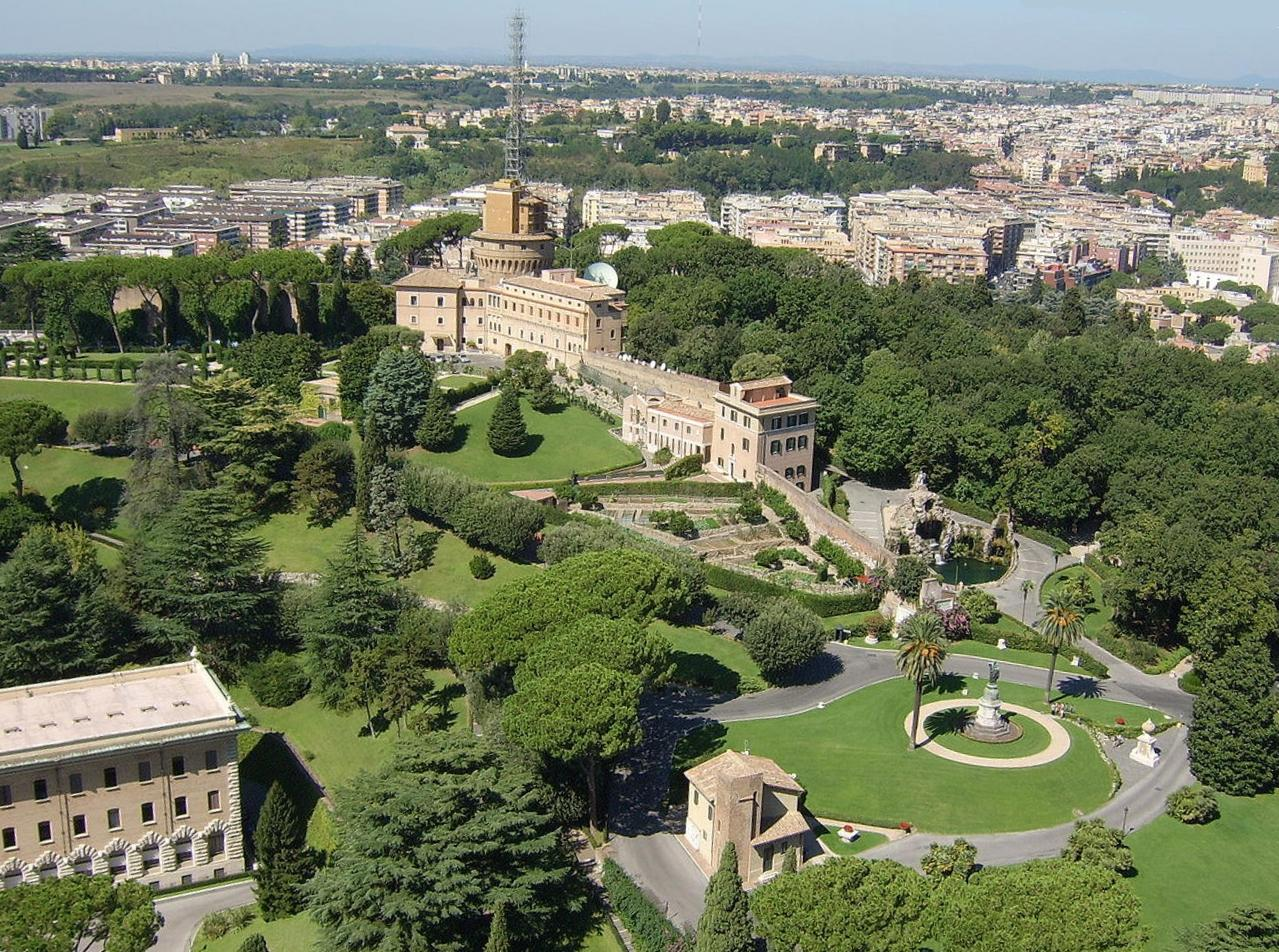
Sede da Rádio Vaticana

A Rádio Vaticano, que foi organizada por Guglielmo Marconi, faz transmissões em frequências de ondas curtas, ondas médias e FM e na Internet. Suas principais antenas de transmissão estão localizados em território italiano. Serviços de televisão são fornecidos através de uma outra entidade, o Centro Televisivo do Vaticano.
L'Osservatore Romano é o jornal oficial semimultilingue da Santa Sé. É publicado por uma empresa privada, sob a direção de leigos católicos, mas como relatórios sobre as informações oficiais. No entanto, os textos oficiais de documentos estão na Acta Apostolicae Sedis, o jornal oficial da Santa Sé, que tem um apêndice para documentos da Cidade do Vaticano.
Rádio Vaticano, o Centro Televisivo Vaticano, L'Osservatore Romano não são órgãos de Estado do Vaticano, mas da Santa Sé, e estão listadas como tal no Anuário Pontifício, que coloca-os na seção "Instituições ligadas com a Santa Sé", à frente das secções de serviço diplomático da Santa Sé no estrangeiro e ao Corpo Diplomático acreditado junto à Santa Sé, após o que é colocado na seção sobre o Estado da Cidade do Vaticano.

## Cultura

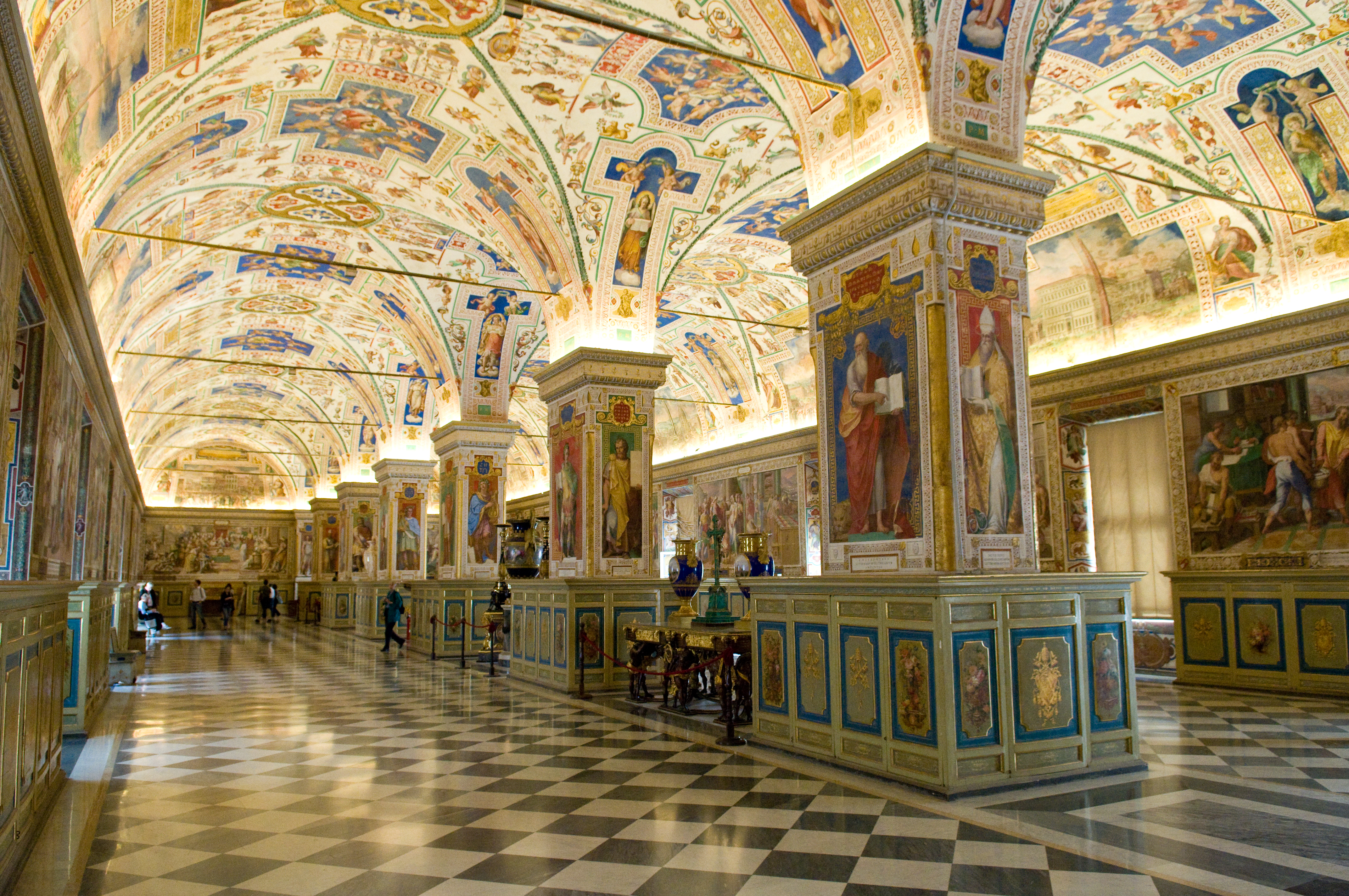
O Salão Sistina elaboradamente decorado na Biblioteca do Vaticano

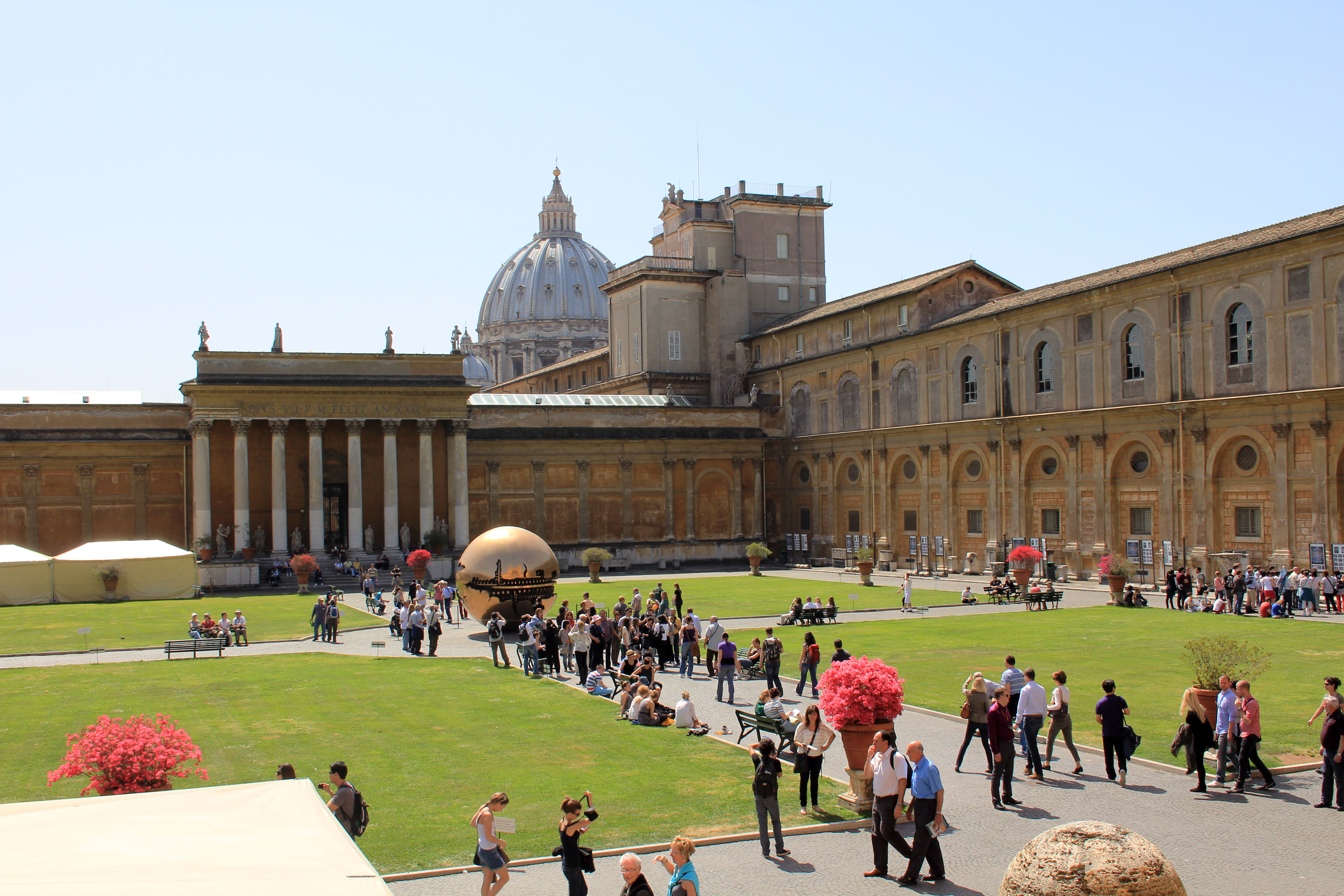
Pátio principal dos Museus do Vaticano

A cultura do Vaticano é obviamente correspondente à cultura da Igreja Católica e o seu expoente são as obras de arquitetura como a Basílica de São Pedro, a Arquibasílica de São João de Latrão, a Praça de São Pedro, a Capela Sistina e a coleção dos Museus Vaticanos. O palácio onde reside o Papa tem 5 mil quartos, duzentas salas de espera, 22 pátios, cem gabinetes de leitura, trezentas casas de banho e dezenas de outras dependências destinadas a recepções diplomáticas.
Dos fogões vaticanos saíram tentações como os ovos beneditinos (um capricho de Bento XI), a lagosta com trufa branca (habitual nas coroações do Renascimento), a mousse de faisão ao molho chaudfroid (prato preferido de Pio VI) ou o maçapão de água de rosas (uma iguaria na Idade Média).
A arquitetura do Vaticano, o canto gregoriano cantado pelo Coro da Capela Sistina, além das vestimentas e símbolos utilizados pelo Papa, pelos Cardeais e pelos soldados da Guarda Suíça, são considerados como uns dos principais resquícios da cultura medieval na atualidade.

### Biblioteca e museus
A Biblioteca Apostólica Vaticana e as coleções dos Museus Vaticanos são da mais alta importância histórica, científica e cultural. Em 1984, o Vaticano foi adicionado pela UNESCO para a lista do Patrimônios Mundiais; é o único que consiste em um Estado inteiro. Além disso, é o único local registrado na UNESCO como um centro monumental no "Registo Internacional dos Bens Culturais sob Proteção Especial" de acordo com a Convenção para a Proteção dos Bens Culturais em Caso de Conflito Armado de Haia, assinada em 1954.
No território do Vaticano existem vários edifícios de origem muito antiga. Contudo, existem propriedades que não estão na Cidade do Vaticano, mas que, em virtude do Tratado de Latrão assinado entre a Santa Sé e a Itália, estão sujeitas à extraterritorialidade com isenção de impostos e expropriação.